# Jean Charette
Pour les autres membres de la famille, voir Famille de Charette de La Contrie.
Jean Charette, seigneur de La Gascherie et de La Colinière, fut maire de Nantes de 1650 à 1651. Il était sénéchal de Nantes.

## Biographie
Il est le fils de Louis Charette de la Colinière et de Jeanne Ernault, dame de La Desnerie. Marié à Madeleine Ménardeau, dame de la Gascherie (nièce de René Mesnardeau et du maire de Tours François Milon), il est le père de Louis Charette et le beau-père de Joseph Rousseau de Saint-Aignan.